# Comuna Hadjidimovo, Blagoevgrad
Obștina Hadjidimovo (comuna Hadjidimovo) este o unitate administrativă în regiunea Blagoevgrad din Bulgaria. Cuprinde un număr de 15 localități.  Reședința sa este orașul Hadjidimovo. Localități componente:
| - Ablanița - Beslen - Blatska - Gaitaninovo - Ilinden - Koprivlen - Lăki, - Nova Lovcea | - Novo Leski - Paril - Petrelik - Sadovo - Teplen - Teșovo - Hadjidimovo |

## Demografie
Componența etnică a obștinei Hadjidimovo
     Romi (2,6%)
     Nicio identificare (22,1%)
     Turci (6,09%)
     Bulgari (67,02%)
     Altele (2,17%)
La recensământul din 2011, populația comunei Hadjidimovo era de 10.091 locuitori. Din punct de vedere etnic, majoritatea locuitorilor (67,02%) erau bulgari, existând și minorități de romi (2,6%) și turci (6,09%). Pentru 22,1% din locuitori nu este cunoscută apartenența etnică.